# Дипонегоро
Дипонегоро (индон. Pangeran Diponegoro; 11 ноября 1785, остров Ява, Джокьякарта — 8 января 1855, Макасар, Голландская Ост-Индия) — национальный герой Индонезии, вождь Яванского восстания 1825—1830 годов против голландских колонизаторов.

## Биография
Родился 11 ноября 1785 года в Джокьякарте в семье султана Хаменгкубувоно III, был старшим сыном. После смерти отца в 1814 году был вынужден отказаться от престола под давлением голландцев, поддержавших его брата. Находясь при дворе, Дипонегоро был встревожен ослаблением религиозных обрядов при дворе своего сводного брата, также выказывал недовольство проголландской политикой местных судебных органов. Умело используя недовольство населения политикой голландцев, мессианские настроения и лозунг священной войны джихада, привлек на свою сторону часть феодалов и крестьянство. В сражениях проявлял мужество, зарекомендовал себя как талантливый полководец.
Поводом для начала восстания послужило решение голландских колониальных властей о строительстве дороги через владения принца Дипонегоро, а именно — через территорию, на которой было расположено семейное кладбище его рода. На начальном этапе войны силы повстанцев вели успешные действия, удерживая центр Явы и осадив Джокьякарту. Голландцы не были готовы к военному конфликту и понесли большие потери. Однако вскоре у принца появились трудности с поддержанием численности своих сил на должном уровне. А голландские войска тем временем получили пополнение с Сулавеси, а позже и из Голландии, и 25 сентября 1825 года под командованием генерала де Кока сняли осаду с Джокьякарты. С 1829 года Дипонегоро перешел к оборонительным действиям, используя партизанские методы борьбы. 28 марта 1830 года, поддавшись на провокацию, согласился на переговоры о мире, на которых был арестован и выслан на остров Сулавеси, где 8 января 1855 года умер в заключении в Макасаре. В ссылке написал воспоминания о войне — ценный источник по истории и культуре Явы конца XVIII — начала XIX веков.

## Память

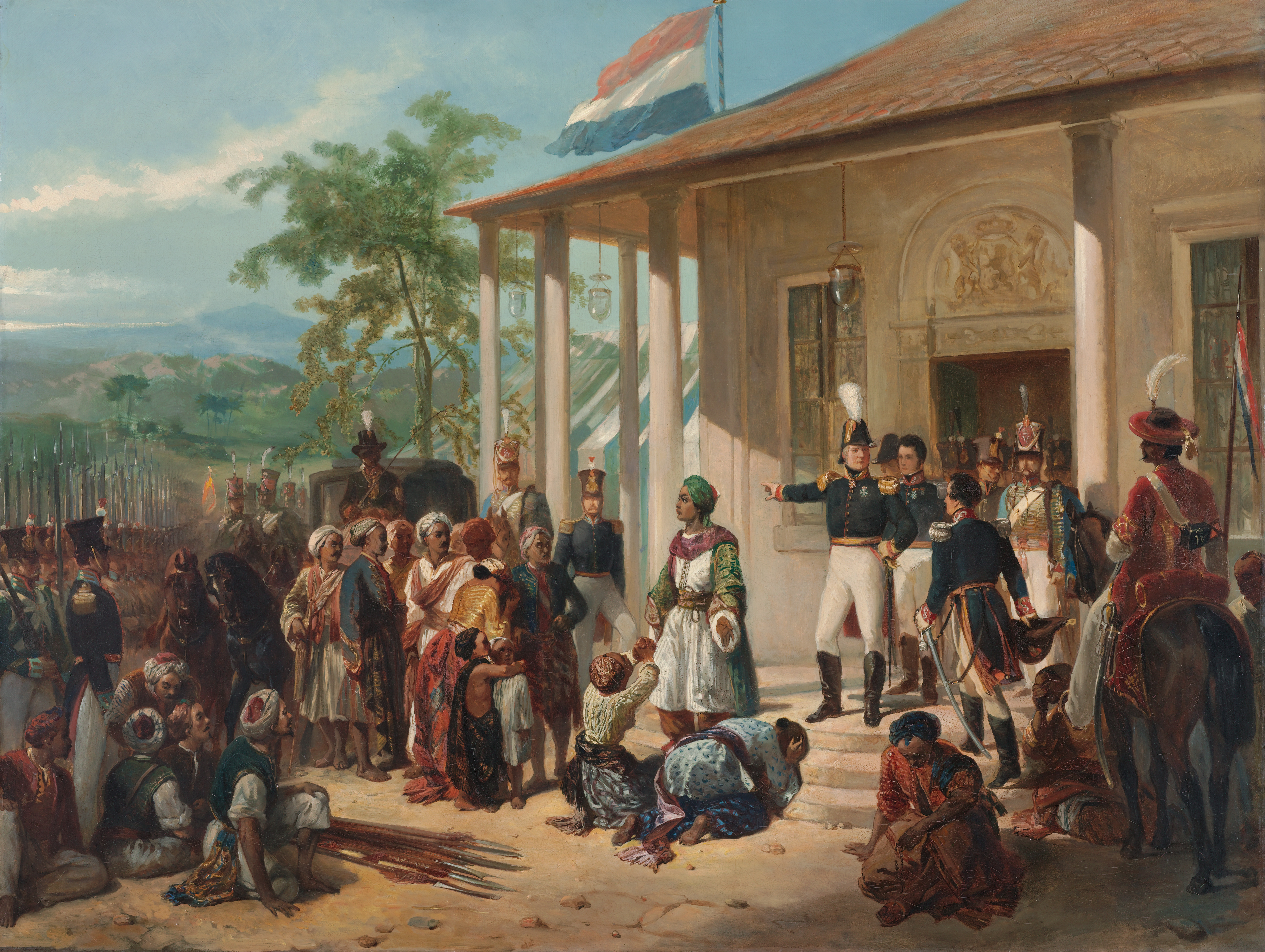
«Пленение принца Дипонегоро», картина Николаса Пинемана, 1830—1835 гг.

Памятник Дипонегоро в центре Джакарты работы Колбертадо, 1965

- Именем Дипонегоро названа одна из центральных улиц Джакарты[1]
- Его имя носит IV военный округ Индонезии на Центральной Яве.
- В центре Джакарты в 1965 году установлен бронзовый памятник Дипонегоро скульптора Колбертадо.
- Его имя носит университет в Семаранге (Universitas Dipinegoro).